# Männin (2015)
Männin ist ein französisch-deutscher Kurzfilm von Mika’ela Fisher aus dem Jahr 2015.

## Handlung
Männin ist ein psychologisches Verhör. Mann und Frau setzen sich mit den Identitätsregeln der Gesellschaft auseinander und versuchen sich ihrer Rolle bewusst zu werden. Dabei greifen sie zurück zu ihren biblischen Vorfahren, dem ersten Menschenpaar und Stammeltern aller Menschen, Adam und Eva.
Der Film beginnt mit Naturaufnahmen und diversen Geräuschen. Eine Stimme begleitet den Ablauf der Bilder mit Bibeltexten aus dem 1. Buch Mose:
Im Anfang schuf Gott den Himmel und die Erde. Die Erde war wüst und leer. Da sprach Gott: “Es werde Licht! Und es ward Licht. Dann am fünften Tag sprach Gott: ”Lasset uns Menschen machen nach unserem Abbild, uns ähnlich…."
Der zweite Teil des Films spielt im Vakuum.
Mann (Adam) und Frau (Eva) liegen nackt, nur mit Schuhen bekleidet mit dem Rücken gegeneinander in der Fötus-Position am Boden. Beide haben sich Kopfhörer in die Ohren gesteckt. Das Telefon der Frau klingelt. Es entsteht ein Verhör, das mit der Frage endet: „Und wer wirst Du morgen sein“.
Der dritte Teil des Films zeigt einen bukolischen Garten. Eva steht elegant gekleidet im schwarzen Kostüm unter dem Baum des Lebens. Adam in schwarzem Smoking, überrascht sie. Das Verhör wird fortgesetzt, wobei die Identität von Mann und Frau in der Gesellschaft untersucht werden. Und wieder stellt sich die Frage: „Und wer wirst Du morgen sein?“
Der vierte Teil des Films spielt wieder im Vakuum. Mann und Frau telefonieren und verlieren den Kontakt. Sie stellen fest, dass der Eine nicht ohne dem Anderen existieren kann. „Ohne Dich kein Ich. Bis dass der Tod uns scheidet“.
Der fünfte Teil des Films zeigt die Vereinigung der beiden zu Eins, zu Männin.
Im sechsten und letzten Teil des Films sieht man die Hand einer Frau und eines Mannes, die die These von Kafka auf einer Schreibmaschine tippen.

## Synopsis
Was bedeutet es, Mann zu sein? Was bedeutet es, Frau zu sein? Eine Suche nach Identität, die diese beiden Geschlechter zu derselben Person vereint.

## Hintergrund
Männin ist eine Wortschöpfung Martin Luthers aus seiner Bibelübersetzung. (Gen 2,23 )

Der Film endet mit einem Zitat von Franz Kafka. Oktavheft G (II, 2)
Wir wurden aus dem Paradies vertrieben, aber zerstört wurde es nicht. Die Vertreibung aus dem Paradies war in einem Sinne ein Glück, denn wären wir nicht vertrieben worden, hätte das Paradies zerstört werden müssen. (Franz Kafka)

## Produktion und Veröffentlichung
Der Film wurde von Mika’ela Fisher bzw. ihrer Produktionsfirma chrysoprasfilms produziert, sie schrieb das Drehbuch, führte Regie, spricht die Stimme aus dem Off, spielt beide Rollen und entwarf die Kostüme.
Die Dialoge des Films, an denen Christa Fenal als Autor beteiligt war, sind abwechselnd in Deutsch und Französisch. Zudem werden manche Dialoge bewusst wiederholt, man fällt von einer Sprache in die andere, was die Idee der Dualität bekräftigen soll.
Männin hatte sein Filmdebüt am 7. Januar 2015 im Kino Saint-André des Arts im Rahmen Mika Ela s’expose, und wurde ein weiteres Mal ab 16. Dezember 2015 im Arthouse-Kino Studio Galande in Paris gezeigt.

## Teilnahme an Festivals
- American Psychological Association Film Festival 2015[7][8]
- Accolade Global Film Competition 2015[9]
- Religion Today Film Festival 2015[10]
- Great Lakes International Film Festival 2015[11]

## Auszeichnungen
- Award of Merit ( Women Filmmakers) Accolade Global Film Competition 2015
- Nomination (Best Short Film Avantgardefilm) American Psychological Association APA Film Festival 2015